# Sanne Verhagenová
Sanne Verhagen [Sane Ferhachen], (* 24. srpen 1992 Best, Nizozemsko) je reprezentantka Nizozemska v judu.

## Sportovní kariéra
Judu se věnuje od útlého dětství nejprve v Bestu a následně v Eindhovenu. Od roku 2013 reprezentuje svojí zemi mezi seniorkami v lehké váhové kategorii. Souboje o nominaci svádí především s Juul Franssen a Carlou Grol.

## Výsledky
| Turnaj             | 2007           | 2008           | 2009           | 2010           | 2011       | 2012       | 2013       | 2014       |
| Turnaj             | 15             | 16             | 17             | 18             | 19         | 20         | 21         | 22         |
| Turnaj             | pololehká váha | pololehká váha | pololehká váha | pololehká váha | lehká váha | lehká váha | lehká váha | lehká váha |
| ------------------ | -------------- | -------------- | -------------- | -------------- | ---------- | ---------- | ---------- | ---------- |
| Mistrovství světa  | dns            | -              | dns            | dns            | dns        | -          | dns        | 3.         |
| Mistrovství Evropy | dns            | dns            | dns            | dns            | dns        | dns        | 5.         | dns        |
| ME do 23 let       | dns            | dns            | dns            | dns            | dns        | 2.         | úč.        |            |
| MS juniorů         | -              | dns            | dns            | úč.            | 2.         | -          | -          | -          |
| ME juniorů         | dns            | dns            | dns            | úč.            | 2.         | -          | -          | -          |
| ME dorostenců      | úč.            | 1.             | -              | -              | -          | -          | -          | -          |